# Frank Wykoff
Frank Clifford Wykoff, född 29 oktober 1909 i Des Moines, Iowa, död 1 januari 1980 i Altadena, Kalifornien, var en amerikansk friidrottare.
Wykoff blev olympisk mästare på 4 x 100 meter vid sommarspelen 1928 i Amsterdam.